# Фоллоніка
Фоллоніка (італ. Follonica) — муніципалітет в Італії, у регіоні Тоскана,  провінція Гроссето.
Фоллоніка розташована на відстані близько 185 км на північний захід від Рима, 105 км на південь від Флоренції, 33 км на північний захід від Гроссето.
Населення — 21 741 особа (2014).

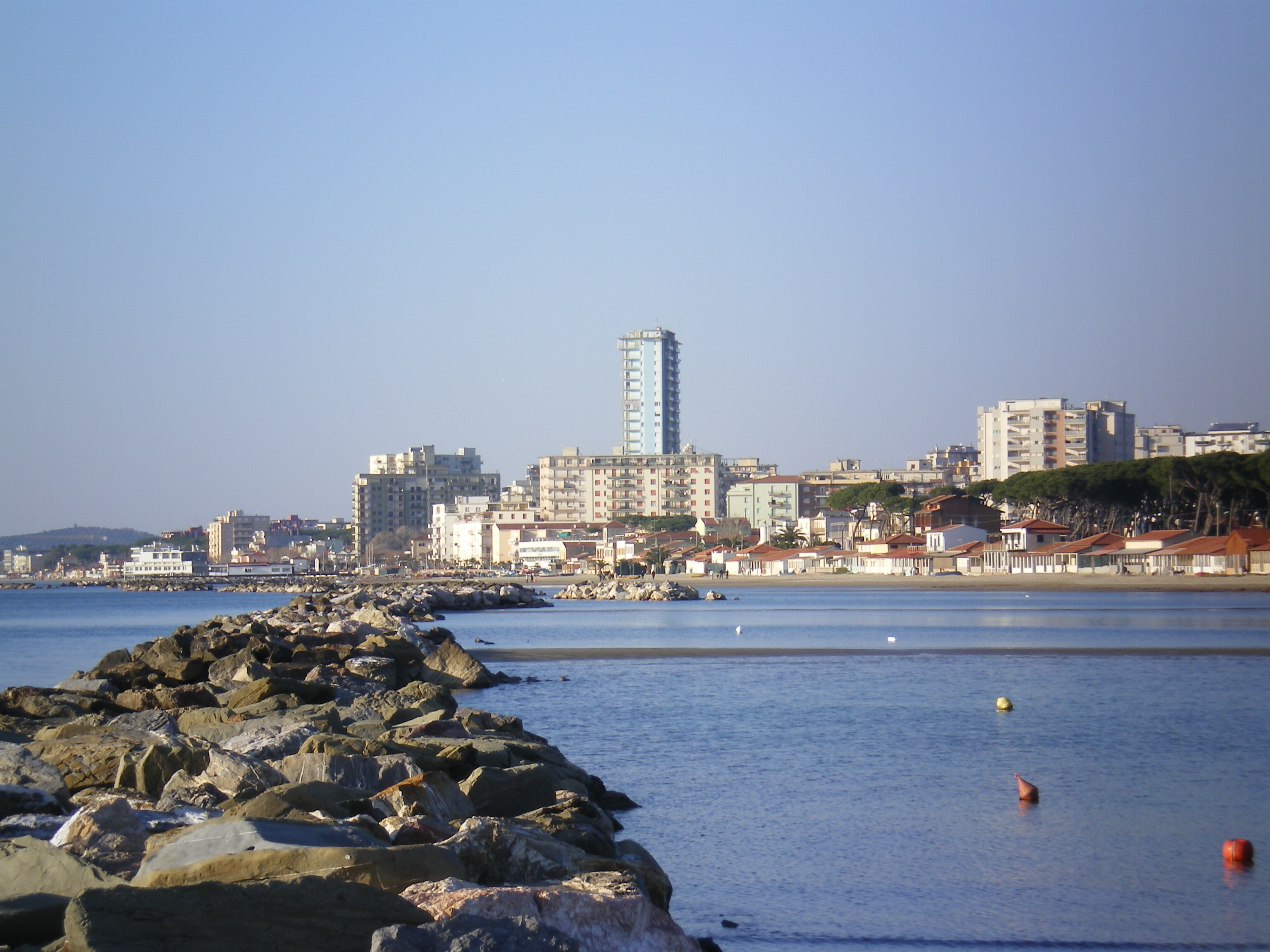

Щорічний фестиваль відбувається 15 листопада. Покровитель — San Leopoldo.

## Демографія
Населення за роками:

Станом на 1 січня 2023 року в муніципалітеті офіційно проживали 1453 іноземці з 64 країн, серед них 393 громадяни країн Євросоюзу та 362 громадяни України.

## Сусідні муніципалітети
- Масса-Мариттіма
- Пьомбіно
- Скарліно
- Суверето